# Jeff Koons
Jeffrey Koons (/kuːnz/; sinh ngày 21 tháng 1 năm 1955) là một nghệ sĩ người Mỹ nổi tiếng với các tác phẩm nghệ thuật mang phong cách văn hóa đại chúng. Ông sống và làm việc luân phiên ở New York và quê nhà York, Pennsylvania.

## Hình ảnh

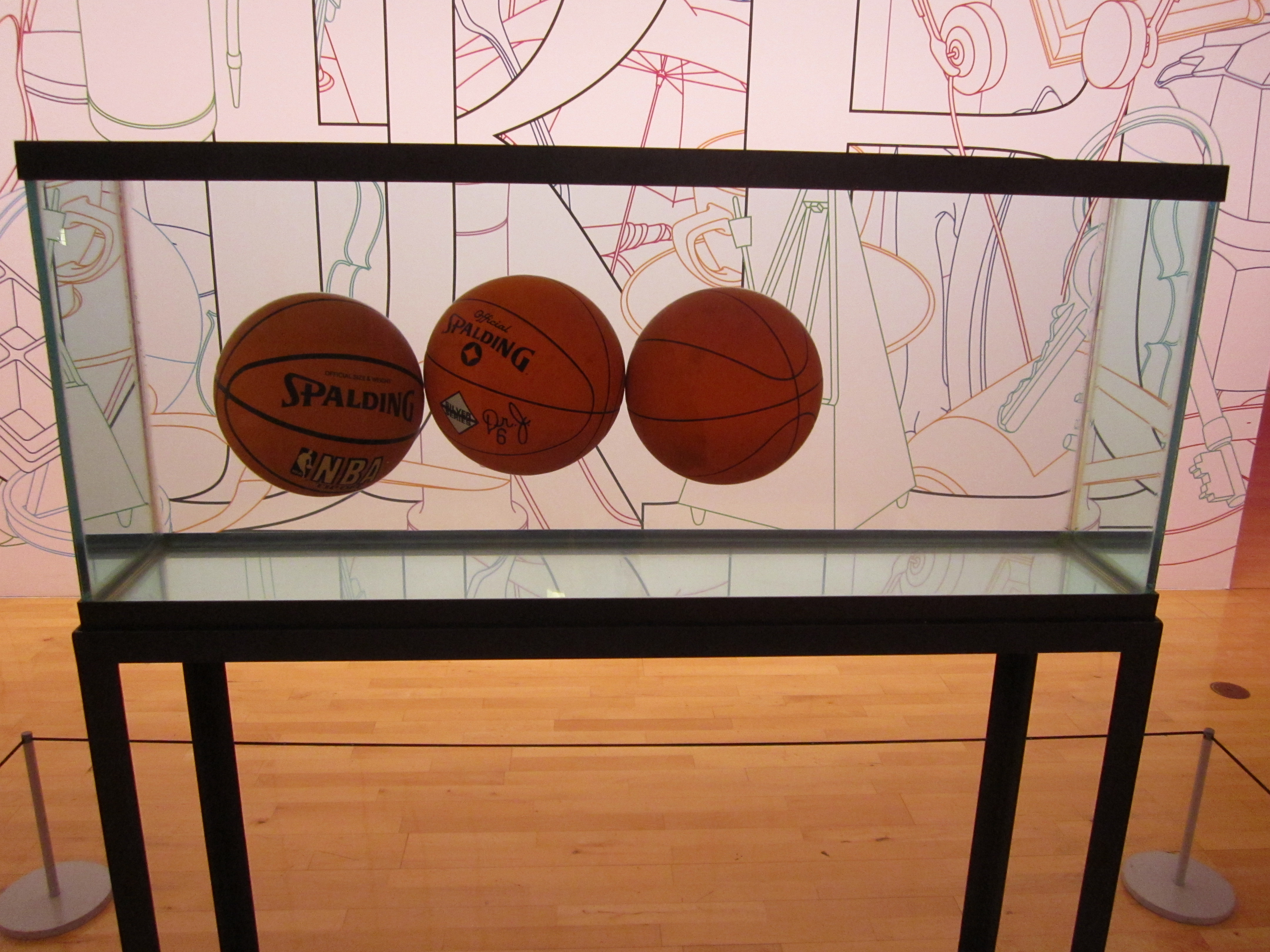
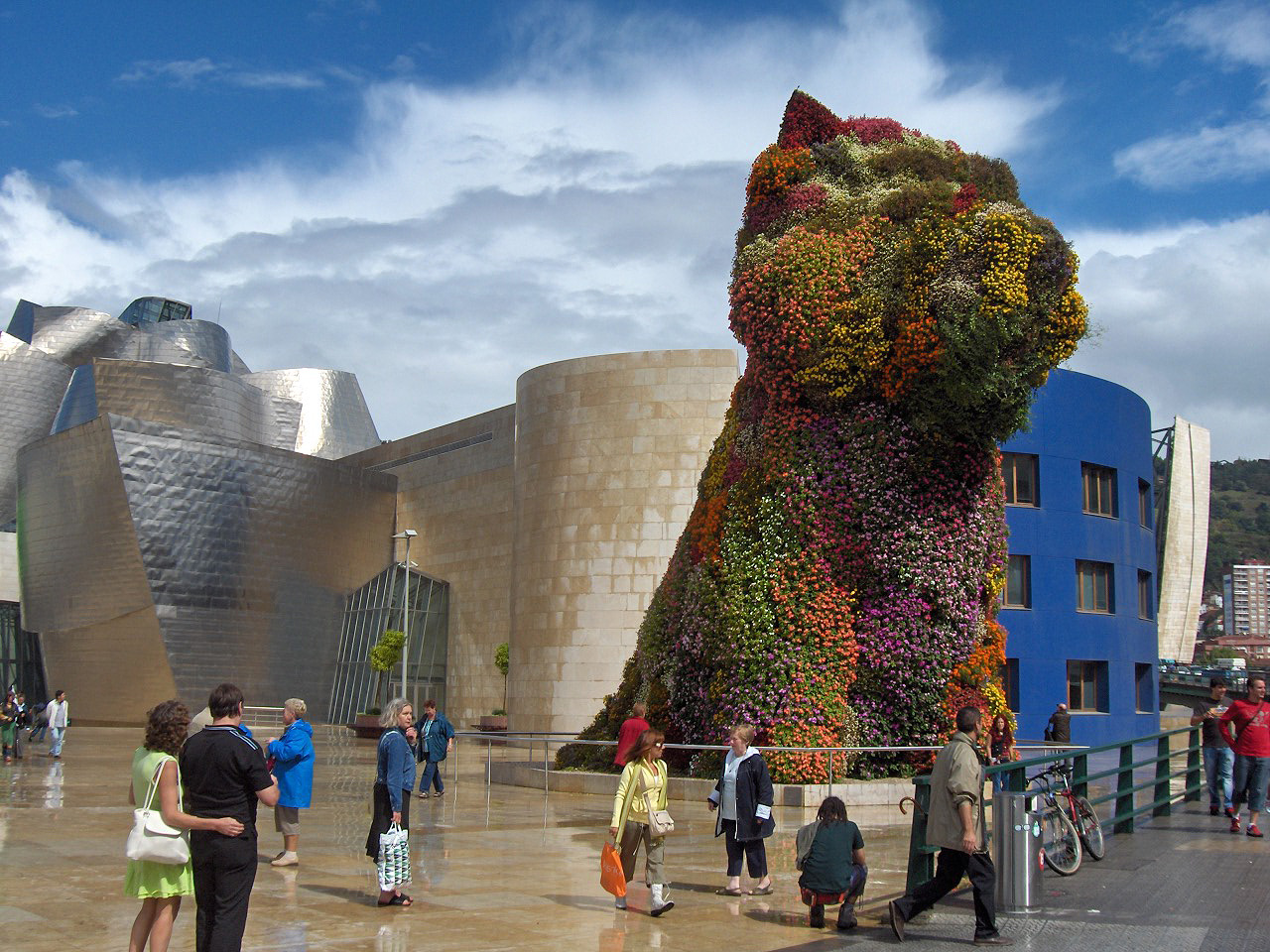
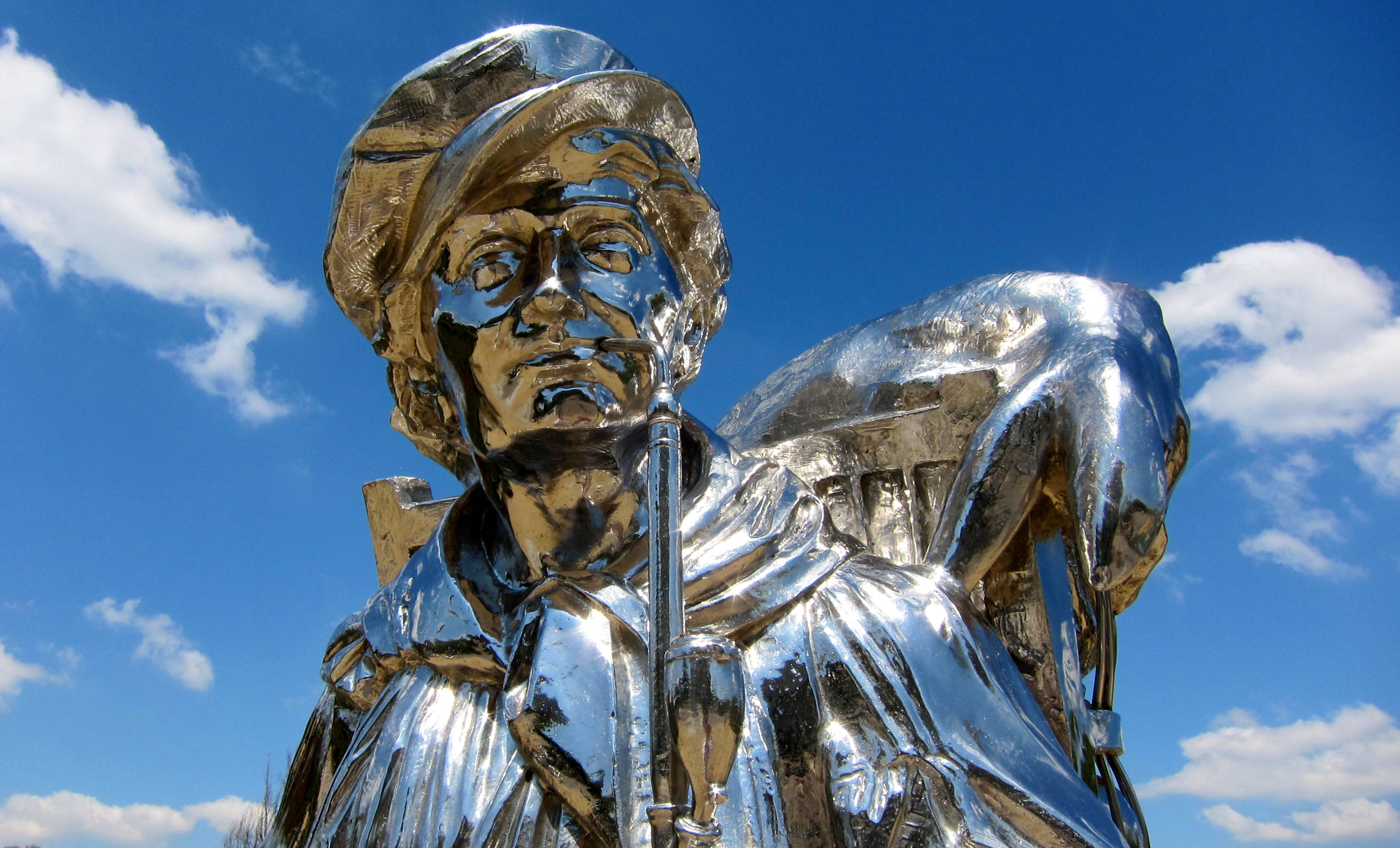

## Thông tin nguồn
- Kimmelman, Michael. "Jeff Koons", The New York Times, ngày 29 tháng 11 năm 1991.
- Koons, Jeff. The Jeff Koons Handbook. New York: Rizzoli, 1993. ISBN 0-8478-1696-6
- Sciolino, Elaine. "At the Court of the Sun King, Some All-American Art", The New York Times, ngày 8 tháng 9 năm 2008.
- Stevens, Mark. "Adventures in the Skin Trade", The New Republic, ngày 20 tháng 1 năm 1992.
- Tomkins, Calvin. "The Turnaround Artist: Jeff Koons Up from Banality", The New Yorker, ngày 23 tháng 4 năm 2007.
- Tully, Judd. "Jeff Koons's Raw Talent", The Washington Post, ngày 15 tháng 12 năm 1991.
- Andre Girod: American Gothic, article on Jeff Koons